# Crossing Delancey
Crossing Delancey (Brasil: Amor à Segunda Vista ) é um filme estadunidense de comédia romântica de 1988, estrelado por Amy Irving e Peter Riegert. É dirigido por Joan Micklin Silver e foi baseado em uma peça de Susan Sandler, que também escreveu o roteiro. Amy Irving foi indicada ao Globo de Ouro pelo melhor desempenho de uma atriz em filme - comédia/musical.

## Sinopse
Isabelle Grossman trabalha para uma livraria de Nova York que apóia autores através de leituras públicas. Quando o autor Anton Maes vem à livraria para fazer uma leitura, ele mostra interesse em Isabelle, que está apaixonada pelo mundo intelectual que é muito diferente de sua educação judaica tradicional.
Isabelle visita frequentemente sua Bubbie (avó), Ida, que mora no Lower East Side de Manhattan. Ansiosa por sua neta se acalmar, Ida recorre ao corretor local de casamentos. Embora chocada e irritada, Isabelle permite que o casamenteiro a apresente na cozinha de Bubbie para Sam Posner, dono da loja de picles nas proximidades.
No início, Isabelle não está interessada em Sam, acreditando que ele é muito trabalhador para ela. Em vez disso, ela se concentra em Anton e na intelligentsia de Nova York. Mas ela também se sente culpada pelo quão rude ela era com Sam, então ela tenta compensá-lo, estabelecendo-o com sua amiga Marilyn. No processo, ela descobre que ele não contratou um casamenteiro por desespero e, de fato, admira Isabelle de longe há vários anos. Ela está profundamente tocada e começa a gostar dele, mas parece que Sam desistiu dela e começou a namorar Marilyn.
Um dia, lendo um livro de uma loja, Sam aparece, vestindo um terno que o casamenteiro o havia aconselhado a comprar. Anton chega também. Isabelle sai com Sam e depois concorda em encontrá-lo no dia seguinte no apartamento de Bubbie.
Depois do trabalho no dia seguinte, no entanto, ela é afastada por Anton e, acreditando que ele está romanticamente interessado nela, vai para o apartamento dele. Ela descobre que Anton quer a conveniência de uma assistente, não uma parceira de verdade. Finalmente, vendo através dele, Isabelle enojada corre até o apartamento da avó até tarde, encontrando-a vazia com Ida dormindo no sofá. Desolada, ela acredita que arruinou suas chances com o honesto e carinhoso Sam. Enquanto ela chora, Sam entra na varanda. Os dois finalmente estão unidos e Ida finge confusão, mas está feliz por seu plano ter sido bem-sucedido.

## Elenco
- Isabelle Grossman - Amy Irving
- Sam Posner - Peter Riegert
- Bubbie (Ida) Kantor - Reizl Bozyk
- Anton Maes - Jeroen Krabbé
- Hannah Mandelbaum - Sylvia Miles
- Lionel - George Martin
- Nick - John Bedford Lloyd
- Cecelia Monk - Claudia Silver
- Mark - David Hyde Pierce (anunciado como David Pierce)
- Pauline Swift - Rosemary Harris
- Marilyn Cohen - Suzzy Roche
- Ricki - Amy Wright
- Candyce - Faye Grant
- Karen - Deborah Offner
- Myla Bondy - Kathleen Wilhoite
- Rabbi - Moishe Rosenfeld
- Diva - Paula Laurence
- Mulher no táxi - Christine Campbell
- Motorista de táxi - Reg E. Cathey
- Leslie - Susan Blommaert
- Tia Miriam - Dolores Sutton
- Campeão de Handebol - Sam Corsi
- Mickey - Michael Marisi Ornstein (anunciado como Michael Ornstein)
- Molly - Susan Sandler

## Recepção
O filme recebeu críticas positivas. Atualmente, possui uma classificação de 88% no Rotten Tomatoes com base em 24 avaliações.
O filme é reconhecido pelo American Film Institute nestas listas:
- 2002: AFI's 100 Years...100 Passions – Nomeado[6]

### Bilheteria
O filme foi um modesto sucesso no cinema.

## Original Soundtrack Album
Crossing Delancey (Original Motion Picture Soundtrack) é o álbum da trilha sonora do filme Crossing Delancey, lançado em 17 de outubro de 1988. As faixas instrumentais foram de Paul Chihara e as músicas foram tocadas por (e, em alguns casos, escritas por) The Roches.
Suzzy Roche, dos Roches, interpretou Marilyn, uma amiga de Isabelle (Irving), no filme. The Roches forneceram várias músicas para a trilha sonora. Uma das músicas que apareceu no filme, Nocturne, também está presente no álbum de 1989 do grupo, Speak. Um arranjo anterior da capa de Come Softly to Me é apresentado em seu álbum Another World.

### Lista de faixas
1. Come Softly To Me (creditado a Gretchen Christopher, Barbara Ellis, e Gary Troxel)
2. Lucky (escrito por Terre e David Roche)
3. Anton's Theme
4. Portrait Of Izzy
5. Anton Again
6. Come Softly To Me
7. Sadness
8. Pounding (escrito por Terre e Suzzy Roche)
9. Lucky
10. Portrait Of Anton
11. Barber Shop
12. Nocturne (escrito por Margaret Roche)
13. True Love
14. Pounding (Terre e Suzzy Roche)
15. Happy Ending
16. Come Softly To Me

- Faixas 1, 2, 6, 8, 9, 12, 14 e 16 são executadas pelos the Roches.
- Faixas 3, 4, 5, 7, 10, 13, 15 compostas pot Paul Chihara
- Faixa 11 composta por Sergei Prokofiev
- Todas as músicas arranjadas e orquestradas por Paul Chihara